# Lars Sundin (politiker)
Lars Göran Sundin, född 17 maj 1933 i Borås, död 2 juli 2024 i Borås, var en svensk lärare och politiker (folkpartist).
Lars Sundin, som var son till en blomsterhandlare, blev filosofie magister vid Lunds universitet 1959 och arbetade från 1962 som adjunkt vid nuvarande Bäckängsgymnasiet i Borås. Han var ledamot av Borås kommunfullmäktige 1971–1976 och 1979–1985 och var bland annat ordförande i kommunens kulturnämnd 1977–1982.
Han var riksdagsledamot för Älvsborgs läns södra valkrets 1985–1994. I riksdagen var han bland annat ledamot i justitieutskottet 1988–1992 och försvarsutskottet 1992–1994. Han engagerade sig bland annat i utbildningspolitik, tekoindustrins situation och skattepolitik.